# Münzbarren

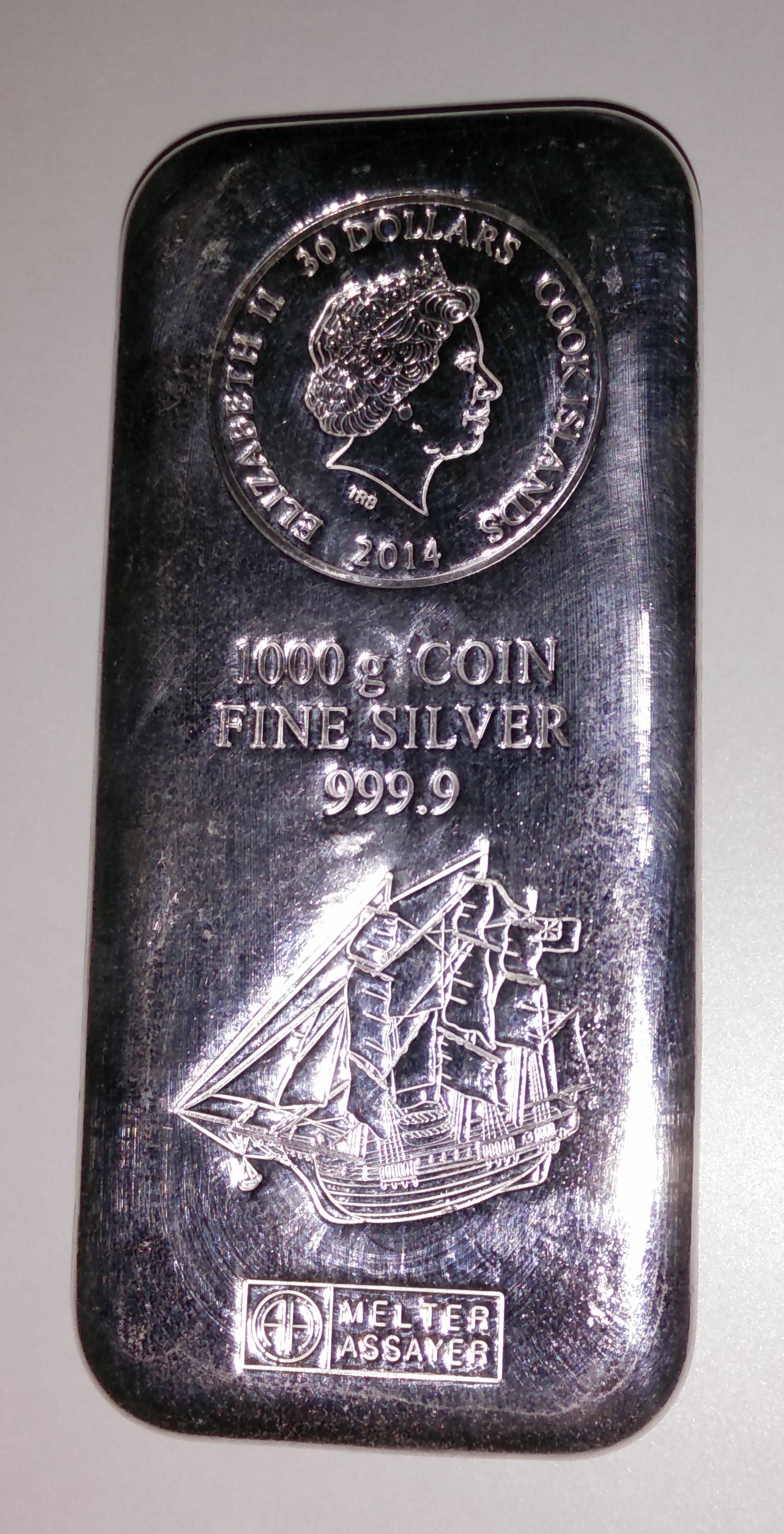
30Ci$ Cook-Islands-Münzbarren, 2014

Ein Münzbarren ist ein Barren aus Edelmetall, der zudem ein gesetzliches Zahlungsmittel ist.

## Geschichte
Münzbarren wurden ursprünglich aus steuerlichen Gründen „erfunden“ und gegossen. Da der Kauf konventioneller Silberbarren in Deutschland mit vollem Mehrwertsteuersatz belastet wird, Silbermünzen bis Ende 2013 jedoch mit ermäßigtem Mehrwertsteuersatz, entstand einige Jahre vorher die Idee, Edelmetallbarren zu gießen und sie durch einen entsprechenden Stempel als gesetzliches Zahlungsmittel zu implementieren. Hierdurch konnten Käufer Münzbarren zu einem geringeren Endpreis erwerben als konventionelle Edelmetallbarren.
Da Münzhändler nach dem Wegfall des ermäßigten Mehrwertsteuersatzes seit Anfang 2014 den Verkauf von Silbermünzen und Silber-Münzbarren differenzbesteuern dürfen, sind die Endpreise für Käufer von Silber-Münzbarren auch weiterhin meist niedriger als die Endpreise für konventionelle Silberbarren.

## Emittenten
Münzbarren wurden beispielsweise von Andorra, den Cookinseln und den Fidschi-Inseln herausgegeben.